# Nunawading
Nunawading is een voorstad van Melbourne in de Australische deelstaat Victoria. Bij de telling van 2016 had Nunawading 10.947 inwoners.